# 圣玛丽洛蒙
圣玛丽洛蒙（法語：Sainte-Marie-Laumont，法語發音：[sɛ̃t maʁi lomɔ̃] ⓘ）是法国卡尔瓦多斯省的一个旧市镇，属于维尔区。2016年，圣玛丽洛蒙与临近的19个市镇合并为新市镇苏勒夫尔昂博卡日。

## 地理
圣玛丽洛蒙（48°55'1"N, 0°54'30"W）面积15.61 平方千米，位于法国诺曼底大区卡爾瓦多斯省，该省份为法国西北部沿海省份，北濒大西洋英吉利海峡，东北与滨海塞纳省以海上边界相接，东临厄尔省，南至奧恩省，西与芒什省接壤。
与圣玛丽洛蒙接壤的市镇（或旧市镇、城区）包括：博梅尼勒、康帕尼奥勒、康波、卡维尔、埃图维、拉格拉沃里、圣马丹东。
圣玛丽洛蒙的时区为UTC+01:00、UTC+02:00（夏令时）。

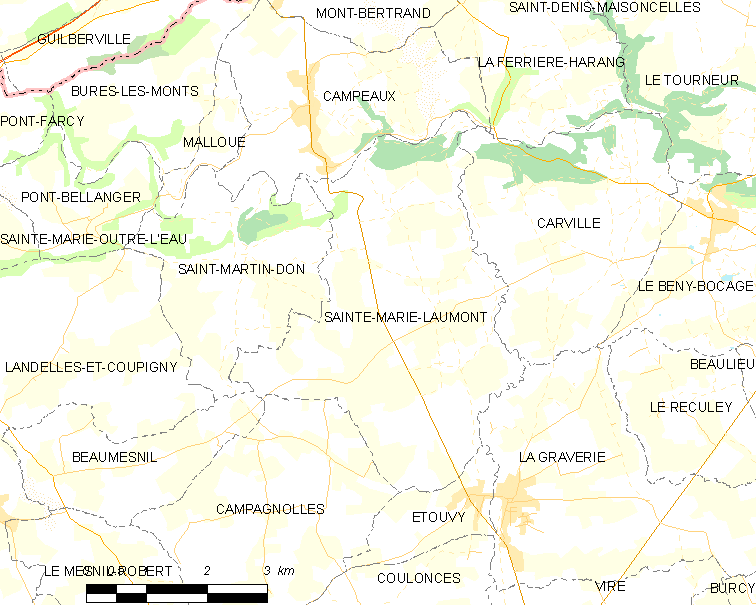
圣玛丽洛蒙的OSM定位图

## 行政
圣玛丽洛蒙的邮政编码为14350，INSEE市镇编码为14618。

## 政治
圣玛丽洛蒙所属的省级选区为诺曼底地区孔代县。

## 人口

1962-2008年间圣玛丽洛蒙人口变化图示

圣玛丽洛蒙于2018年1月1日时的人口数量为703人。